# Johann Friedrich Stiehm
Johann Friedrich Stiehm (* 22. Februar 1826; † 20. Juli 1902 in Berlin) war ein deutscher Fotograf und überregional tätiger Verleger von Stereo-Fotografien mit Sitz in Berlin.

## Lebensweg
Über den Geburtsort, das Elternhaus, die Kindheit, Jugend und Ausbildung von Johann Friedrich Stiehm ist nichts bekannt. Er kam offenbar 1856 als Wein- und Kolonialwarenhändler nach Berlin.
Johann Friedrich Stiehm heiratete Auguste Wiesener; vermutlich in den 1850er Jahren. Das Ehepaar hatte vier Kinder: Ida (geb. 1857), Margarethe (geb. 1858), Johannes (geb. 1859) und Gertrud (geb. 1870).
1861 gründete Johann Friedrich Stiehm mit Eduard Fiermann ein photographisches Atelier, das sie gemeinsam bis 1863 betrieben. 1863 gründete Stiehm dann sein eigenes Photostudio. Es befand sich von 1863 bis 1868 in der Jägerstraße 42, von 1868 bis 1872 in der Markgrafenstraße 40, ab 1873 in der Schönhauser Allee 169. Nach seinem Tod führte seine Witwe Auguste Stiehm (geb. Wiesener) das Photogeschäft in der Schönhauser Allee noch bis mindestens 1905.

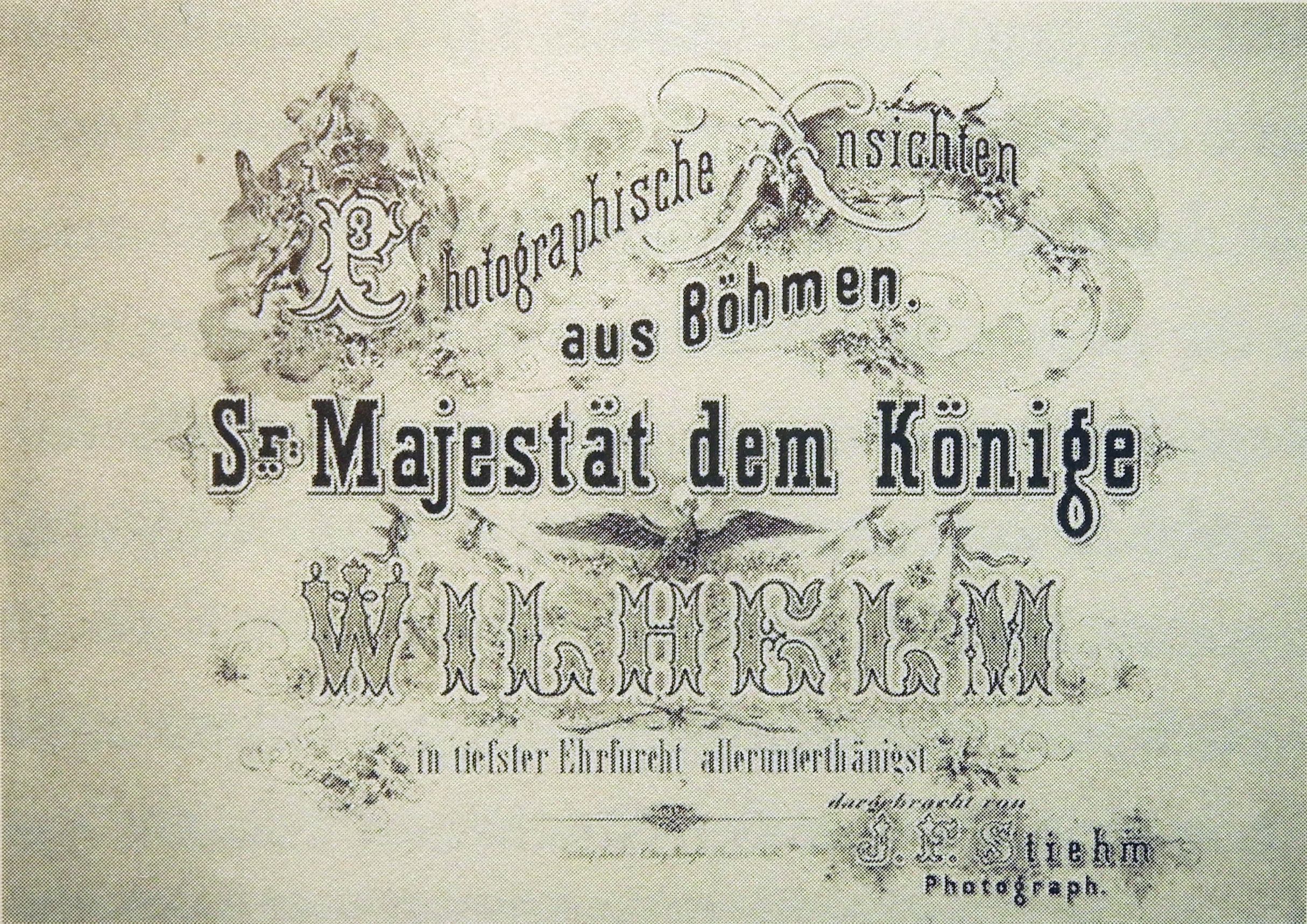
Titel-Tableau des Mappenwerks „Photographische Ansichten aus Böhmen“ mit Fotografien von Johann Friedrich Stiehm (1826–1902) aus dem Deutschen Krieg von 1866

Im Deutschen Krieg von 1866 macht Stiehm Aufnahmen, die er dann jedoch wegen fehlenden Urheberrechtsschutzes nicht veröffentlichte – Urheberrechtsschutz wurde erst ab 1876 eingeführt. Stiehms Aufnahmen sind im Widmungsalbum „Photographische Ansichten aus Böhmen“ erhalten, das Stiehm „Sr. Majestät dem König Wilhelm in tiefster Erfurcht allerunterthänigst dargebracht“ hat. Für seine Aufnahmen von den Schlachtfeldern des Deutschen Kriegs von 1866 erhielt Stiehm eine goldene Medaille.
1868 zog Stiehms Photoatelier in die Markgrafenstr. 40.
Nach dem Umzug 1873 in die Schönhauser Allee 169 gelang Stiehm der geschäftliche Durchbruch.
Ab 1879 ließ Stiehm sich als Landschaftsfotograf und Inhaber eines „Engros-Verkaufs der Ansichten von Deutschland, Tyrol u. Asien in Kabinett und Stereoskopen“ in den Berliner Adressbüchern verzeichnen. Sein Sortiment umfasst eine Fotoserie über Skulpturen sowie Aufnahmen aus Berlin, Potsdam und Dresden, eine 300 Aufnahmen umfassende Fotoserie aus dem Rheinland, Ansichten von Nürnberg, Würzburg, Oberbayern und Tirol, von der Insel Helgoland, aus dem Harz, aus Thüringen, Kassel, Asien und den Südseeinsel.
Er gründete den Verlag J. F. Stiehm Berlin und betätigte sich auch als Fotoverleger. So hat er zum Beispiel die Aufnahmen von Gustav Adolph Riemer von der Hertha-Reise (1874–1877), von Julius August Ferdinand Falkenstein von der Loango-Küste (1876) und von Richard Buchta aus den oberen Nil-Ländern (1883) verlegt, daneben auch seine eigenen Fotoansichten von Berlin (Leporello-Album „Berlin“ von 1880).
Stiehms eigene Aufnahmen aus den 1870er und 1880er Jahren, darunter viele Stereoskopien, erschienen nur zu einem Teil in Stiehms eigenem Verlag, zu einem großen Teil jedoch im Verlag E. Linde & Co., der von dem Kunsthändler Emanuel Linde als „Kunsthandlung für Photographie und Stereoskopie“ in der Leipziger Straße 31/32 gegründet worden war, aber im März 1868 von dem Fotografen und Foto-Verleger Sophus Williams und dem Kaufmann Rudolph Gustav Leonhard Reinhold Knaak übernommen worden war. Dort erschienen zum Beispiel Stiehms stereoskopische „Ansichten von Deutschland“.
Ab April 1881 war Stiehm Mitglied im photographischen Verein zu Berlin. In der permanenten Ausstellung des photographischen Vereins zu Berlin an der Friedrichsstraße waren bereits im Jahr 1869 „Architekturen und landschaftliche Partien von […] Berlin und Umgegend von Stiem [sic!]“ ausgestellt.
Stiehm starb am 20. Juli 1902 in der Schönhauser Allee 171. Nach seinem Tod führte seine Witwe Auguste (geb. Wiesener) das Fotogeschäft in der Schönhauser Allee bis mindestens 1905 weiter fort. Bestimmte Bildserien aus dem Verlag J. F. Stiehm, etwa die über das Rheinland, wurden später vom Berliner Fotoverlag Gustav Liersch & Co. vertrieben.

## Fotografien von Johann Friedrich Stiehm – Verzeichnisse
- bei Omnia: https://www.omnia.ie/index.php?navigation_function=3&europeana_query=Johann+Friedrich+Stiehm
- im Rijksmuseum: https://www.rijksmuseum.nl/nl/rijksstudio/103773--R.-Kienjet/verzamelingen/stiehm?ii=0&p=0
- bei Age Photo Stock: https://www.agefotostock.com/age/en/Stock-Images/stiehm.html
- in der Library of Congress: https://www.loc.gov/photos/?q=Stiehm
- in den Staatlichen Kunstsammlungen Dresden (SKD): https://skd-online-collection.skd.museum/Home/Index?page=1&pId=12667295
- bei Look&Learn: https://www.lookandlearn.com/history-images/s/Johann+Friedrich+Stiehm
- im Eastman Museum: https://collections.eastman.org/people/57777/johann-friedrich-stiehm/objects
- bei europeana.eu, https://www.europeana.eu/de/search?query=who%3AStiehm&page=1&view=grid

## Eigene Werke von J. F. Stiehm (Auswahl)
- Widmungsalbum „Photographische Ansichten aus Böhmen“, das Stiehm „Sr. Majestät dem König Wilhelm in tiefster Erfurcht allerunterthänigst dargebracht“ hat, zwischen 1861 und 1863.
- Stereoskopien-Serie „Die Rheinlande“ (1878–1888)
- Stereoskopien-Serie „Ansichten von Deutschland“
- Stereoskopien-Serie „Berlin und Umgebung“ bzw. „Berlin und Potsdam“ (1876–1887)
- „Berlin“, Leporello-Album, Berlin 1880

## Publikationen im Verlag J. F. Stiehm (Auswahl)
- Falkenstein, Julius August Ferdinand, Die Loango-Küste in 72 Original-Photographien nebst erläuterndem Texte. Berlin, J.F. Stiehm, 1876 obl. 8°. 14 Seiten, NF 0022190; siehe: The National union catalog, pre-1956 imprints; a cumulative author list representing Library of Congress printed cards and titles reported by other American libraries, by Library of Congress; American Library Association. Committee on Resources of American Libraries. National Union Catalog Subcommittee, Verlag Mansell, London 1968, https://archive.org/details/nationalunioncat166libr/page/236/mode/2up?q=%22J.F.+Stiehm%22
- Buchta, Richard, Die oberen Nilländer, Volkstypen und Landschaften, dargestellt in 160 Photographien, nach der Natur aufgenommen. Mit einer Einleitung von Dr. Robert Hartmann, Professor an der Königl. Universität zu Berlin. Berlin 1881. Verlag von J. F. Stiehm, Schönhauser Allee 169, https://archive.org/details/bub_gb_2J5AAQAAIAAJ/page/111/mode/2up?q=%22J.F.+Stiehm%22
- Riemer, Gustav Adolph, Verzeichniss der Original-Photographien, aufgenommen auf der Reise Sr. Majestät Schiff ‚Hertha‘ nach Ost-Asien und den Südsee-Inseln von dem Zahlmeister Herrn G. Riemer
- Stiehm, Johann Friedrich, „Berlin“, Leporello-Album, Berlin 1880